# Gonzalo Ramos
Gonzalo Ramos, vollständiger Name Gonzalo Ramos Deféminis, (* 16. Mai 1991 in Montevideo) ist ein uruguayischer Fußballspieler.

## Karriere

### Verein
Der 1,77 Meter große Mittelfeldakteur Ramos wechselte im August 2011 von Nacional Montevideo auf Leihbasis zu River Plate Montevideo. Ein Pflichtspieleinsatz bis zum Ende der Ausleihe und der anschließenden Rückkehr zur Apertura 2013 zu Nacional ist für ihn nicht verzeichnet. In der Saison 2013/14 lief er sodann erstmals am 26. Oktober 2013 in der Primera División auf, als er unter Trainer Rodolfo Arruabarrena beim 3:1-Auswärtssieg gegen Juventud in der Startelf stand. Insgesamt bestritt er in jener Saison drei Erstligapartien (ein Tor) und kam in einer Begegnung (kein Tor) der Copa Libertadores zum Einsatz. In der Spielzeit 2014/15, die seine Mannschaft mit dem Gewinn des Landesmeistertitels abschloss, wurde er viermal (ein Tor) in der höchsten uruguayischen Spielklasse eingesetzt. Im Juli 2015 schloss er sich für zunächst eine Spielzeit der von Eduardo Acevedo trainierten Mannschaft des Club Atlético Cerro an. Dort absolvierte er bis Saisonende 23 Erstligaspiele und schoss acht Tore. Nach acht weiteren Ligaeinsätzen und zwei Toren in der Folgesaison wechselte er im Januar 2017 zum Puebla FC nach Mexiko.

### Erfolge
- Uruguayischer Meister: 2014/15